# Паскаль Фейндуно
Паскаль Фейндуно (фр. Pascal Feindouno, нар. 27 лютого 1981, Конакрі) — гвінейський футболіст, що грав на позиції нападника, зокрема за французькі «Бордо» та «Сент-Етьєн», а також за національну збірну Гвінеї.

## Клубна кар'єра
Народився 27 лютого 1981 року в місті Конакрі. Вихованець юнацьких команд футбольних клубів «Камсар» та «Ірондель».
У дорослому футболі дебютував 1998 року виступами у Франції за команду «Бордо», у якій провів наступні три сезони, взявши участь у 39 матчах чемпіонату. 1999 року виборов у її складі титул чемпіона Франції.
Сезон 2001/02 відіграв в оренді у складі «Лор'яна», з яким став володарем Кубка Франції, після чого ще протягом двох років захищав кольори «Бордо».
Своєю грою за останню команду привернув увагу представників тренерського штабу «Сент-Етьєна», до складу якого приєднався 2004 року. Відіграв за команду із Сент-Етьєна наступні чотири сезони своєї ігрової кар'єри. Більшість часу, проведеного у складі «Сент-Етьєна», був основним гравцем атакувальної ланки команди.
Згодом грав на Близькому Сході, виступаючи за катарські «Аль-Садд» та «Ер-Раян», а також за саудівський «Аль-Наср» (Ер-Ріяд). Протягом першої половини 2010-х встиг також пограти за «Монако», швейцарські «Сьйон» і «Лозанну», турецький «Елязигспор», гвінейський «Калум Стар», марокканський «Атлетіко» (Агадір) та французький «Седан».
Завершував ігрову кар'єру в литовському «Атлантасі», за який виступав протягом 2016 року.

## Виступи за збірну
2004 року дебютував в офіційних матчах у складі національної збірної Гвінеї.
У складі збірної був учасником чотирьох розіграшів Кубка африканських націй — 2004 року в Тунісі, 2006 року в Єгипті, 2008 року в Гані та 2012 року в Габоні та Екваторіальній Гвінеї.
Загалом протягом кар'єри в національній команді, яка тривала 14 років, провів у її формі 81 матч, забивши 30 голів.

## Титули і досягнення
- Чемпіон Франції (1):

«Бордо»: 1998-1999
- Володар Кубка Франції (1):

«Лор'ян»: 2001-2002